# Martin Calsow

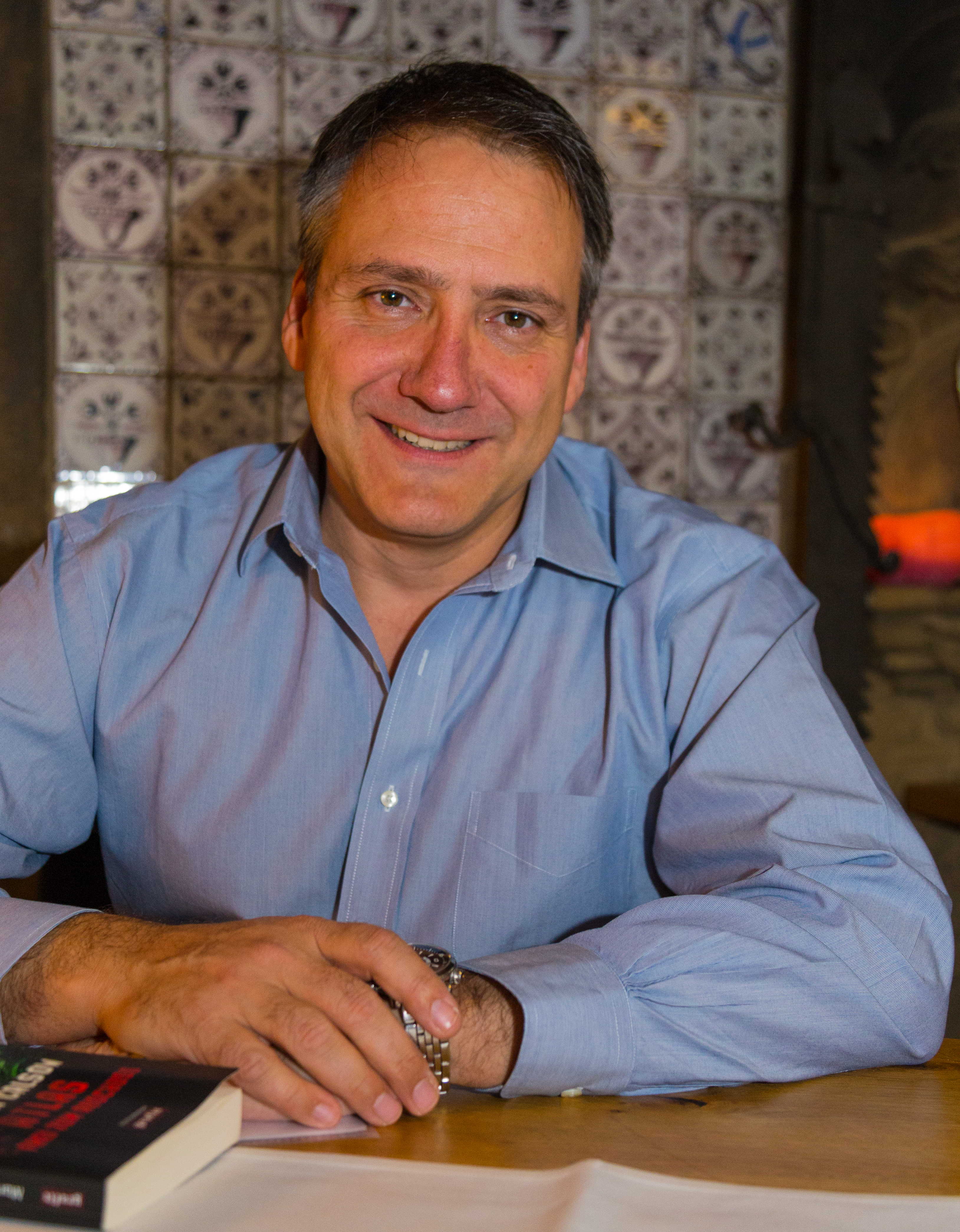
Martin Calsow 2017 bei einer Lesung im Klosterhof in Bevergern.

Martin Calsow (* 8. August 1970 in Münnerstadt) ist ein deutscher Schriftsteller und Journalist.

## Leben und Werk
Calsow wuchs in Bad Iburg (Teutoburger Wald) auf. Sein Vater war Polizist.
Nach einem abgebrochenen Studium der Sozialpädagogik an der Fachhochschule Bielefeld absolvierte er ein Volontariat in Bielefeld. Es folgten Stationen bei den Fernsehsendern VOX und Sat.1 als TV-Journalist. Anschließend arbeitete er beim Münchner Fernsehsender Premiere, wo er bis 2009 als Filmchef tätig war.
Sein Debütroman Der Lilith Code erschien 2011. Der Thriller über eine politische und religiöse Intrige beschäftigte sich auch mit den verschiedenen Interessen der Machthaber im Nahen Osten und der Frage, ob und wie sich die Region dauerhaft befrieden ließe. Die Fortsetzung Die Lilith Verheißung erschien 2012. 2013 erschien der erste Kriminalroman mit dem Bad Wiesseer Ermittler Max Quercher (Quercher und die Thomasnacht). Bis Oktober 2020 folgten sechs weitere Bände. Der Roman Atlas – Alles auf Anfang, erschienen 2015, markiert den Auftakt zu einer weiteren Krimi-Serie, die den Teutoburger Wald zum Schauplatz hat. Im September 2016 folgte der zweite Band Atlas – Frei zum Abschuss.
Martin Calsow lebt mit seiner Frau am Tegernsee. Für die Lokalnachrichten Tegernseer Stimme ist er als Kolumnist tätig. Seine veröffentlichten Kommentare erhielten 2022 überregional Aufmerksamkeit, als er den aus seiner Sicht zu nachsichtigen Umgang lokaler Funktionsträger mit örtlichen Anwesen eines russischen Oligarchen anprangerte.
Von 2013 bis 2018 gehörte Calsow der Jury Information und Kultur des Grimme-Preises an.

## Werke
- Der Lilith Code. Aufbau Verlag GmbH & Co. KG, Berlin 2011, ISBN 978-3-7466-2682-6
- Die Lilith Verheißung. Aufbau Verlag GmbH & Co. KG, Berlin 2012, ISBN 978-3-7466-2896-7
- Quercher und die Thomasnacht. Grafit Verlag GmbH, Dortmund 2013, ISBN 978-3-89425-423-0
- Quercher und der Volkszorn. Grafit Verlag GmbH, Dortmund 2014, ISBN 978-3-89425-441-4
- Fleisch und Lust in Oelde. Anthologiebeitrag in Sexy.Hölle.Hellweg: Mord am Hellweg VII. Grafit Verlag GmbH, Dortmund 2014, ISBN 978-3-89425-448-3
- Quercher und der Totwald. Grafit Verlag GmbH, Dortmund 2015, ISBN 978-3-89425-452-0
- Atlas – Alles auf Anfang. Grafit Verlag GmbH, Dortmund 2015, ISBN 978-3-89425-460-5
- Quercher und das Seelenrasen. Grafit Verlag GmbH, Dortmund 2016, ISBN 978-3-89425-470-4
- Atlas – Frei zum Abschuss. Grafit Verlag GmbH, Dortmund 2015, ISBN 978-3-89425-477-3
- Quercher und der Blutfall. Grafit Verlag GmbH, Dortmund 2017, ISBN 978-3-89425-493-3
- Quercher und das Jammertal. Grafit Verlag GmbH, Dortmund 2018, ISBN 978-3-89425-589-3
- Kill Katzelmacher! GRAFIT in der Emons Verlag GmbH, Köln 2020, ISBN 978-3-89425-675-3
- Quercher und der Totengraben. GRAFIT in der Emons Verlag GmbH, Köln 2020, ISBN 978-3-89425-758-3